# 17106 Tidball
17106 Tidball è un asteroide della fascia principale. Scoperto nel 1999, presenta un'orbita caratterizzata da un semiasse maggiore pari a 2,785663 UA e da un'eccentricità di 0,092853, inclinata di 3,806346° rispetto all'eclittica. Ha un diametro di 12,808 km.